# Bouvardia capitata
Bouvardia capitata là một loài thực vật có hoa trong họ Thiến thảo. Loài này được Bullock mô tả khoa học đầu tiên năm 1935.